# Thon Maker
Thon Marial Maker (ur. 25 lutego 1997 w Wau) – południowosudański koszykarz, występujący na pozycjach silnego skrzydłowego oraz środkowego, posiadający także australijskie obywatelstwo, obecnie zawodnik Hapoelu Jerozolima.
W 2015 i 2016 wystąpił w meczu wschodzących gwiazd - Nike Hoop Summit.
7 lutego 2019 trafił w wyniku wymiany do  Detroit Pistons. 
30 listopada 2020 podpisał umowę na obóz treningowy z Cleveland Cavaliers. 14 stycznia 2021 został zwolniony. 25 sierpnia został zawodnikiem Hapoelu Jerozolima.

## Osiągnięcia
Stan na 15 stycznia 2021, na podstawie, o ile nie zaznaczono inaczej.
NBA
- Zaliczony do II składu letniej ligi NBA (2016)[8]